# Gianluca Pozzatti
Gianluca Pozzatti (* 22. Juli 1993 in Trient) ist ein italienischer Triathlet. Er ist Staatsmeister auf der Triathlon-Sprintdistanz (2019), Triathlon-Kurzdistanz (2021) und zweifacher Olympiastarter (2020, 2024).

## Werdegang
2018 wurde Gianluca Pozzatti Vizestaatsmeister und 2019 italienischer Staatsmeister auf der Triathlon-Sprintdistanz.

### Olympische Sommerspiele 2020
Im Mai 2021 qualifizierte der damals 27-Jährige sich zusammen mit Alice Betto, Angelica Olmo und Nicola Azzano in der gemischten Staffel für einen Startplatz im italienischen Team bei den Olympischen Sommerspielen (23. Juli bis 8. August) in Tokio. Die italienische Team belegte den achten Rang und Pozzatti belegte in der Einzelwertung den 37. Rang. Im Oktober wurde er italienischer Meister auf der Triathlon-Kurzdistanz.
Im August 2022 belegte der damals 29-Jährige in München den 23. Rang bei den Triathlon-Europameisterschaften.

### Olympische Sommerspiele 2024
Bei den Olympischen Sommerspielen 2024 belegte er im Juli in Paris den 14. Rang und den sechsten Rang für Italien in der gemischten Staffel, zusammen mit Alice Betto, Alessio Crociani und Verena Steinhauser.
Er wird trainiert von Andrea D’Aquino.

### Privates
Gianluca Pozzatti lebt in Pergine Valsugana. Er studierte an der Universität Trient Ingenieurwissenschaften und schloss sein Studium 2018 mit der Laurea ab.

## Sportliche Erfolge
| Datum/Jahr    | Rang | Wettbewerb                                          | Austragungsort | Zeit     | Bemerkung                                                                                                   |
| ------------- | ---- | --------------------------------------------------- | -------------- | -------- | --- |
| 2. Okt. 2022  | 3    | ITA Triathlon National Championship Sprint Distance | Cervia         | 00:51:42 | |
| 2. Okt. 2021  | 2    | ITA Triathlon National Championship Sprint Distance | Cervia         | 00:51:39 | |
| 21. Mai 2021  | 2    | ITU Olympic Qualification Event                     | Lissabon       | 01:24:48 | Mixed Relay                                                                                                 |
| 7. Nov. 2020  | 9    | ITU Triathlon World Cup                             | Valencia       | 00:50:55 | im letzten Weltcup-Rennen der Saison, hinter Vincent Luis                                                   |
| 28. Sep. 2019 | 1    | ITA Triathlon National Championship Sprint Distance | Lignano        | 00:53:00 | Staatsmeister auf der Sprintdistanz                                                                         |
| 29. Sep. 2018 | 2    | ITA Triathlon National Championship Sprint Distance | Lignano        |          | Vizestaatsmeister auf der Sprintdistanz                                                                     |
| 1. Okt. 2016  | 10   | ITA Triathlon National Championship Sprint Distance | Riccione       | 01:00:06 | Staatsmeisterschaft auf der Sprintdistanz; hinter Daniel Hofer                                              |
| 18. Juni 2016 | 1    | ETU Triathlon European Championship U23 Mixed Relay | Burgas         |          | U23-Europameisterin Triathlon, Mixed Relay (Staffel) mit Angelica Olmo, Verena Steinhauser und Dario Chitti |

| Datum/Jahr    | Rang | Wettbewerb                                | Austragungsort     | Zeit     | Bemerkung                                                                          |
| ------------- | ---- | ----------------------------------------- | ------------------ | -------- | ---------------------------------------------------------------------------------- |
| 20. Okt. 2024 | 25   | ITU World Championship Series 2024        | Torremolinos       | 01:46:22 | Grand Final, Weltmeisterschaft Kurzdistanz (WTCS)                                  |
| 5. Aug. 2024  | 6    | Olympische Sommerspiele 2024, Mixed Relay | Paris              | 01:27:11 | in der gemischten Staffel mit Alice Betto, Alessio Crociani und Verena Steinhauser |
| 31. Juli 2024 | 14   | Olympische Sommerspiele 2024              | Paris              | 01:44:41 |                                                                                    |
| 26. Nov. 2022 | 41   | ITU World Championship Series 2022        | Abu Dhabi          | 01:48:26 |                                                                                    |
| 12. Aug. 2022 | 23   | ETU Triathlon European Championship       | München            | 01:44:14 | Europameisterschaft auf der olympischen Distanz                                    |
| 14. Mai 2022  | 31   | ITU World Championship Series 2022        | Yokohama           | 01:46:40 |                                                                                    |
| 17. Okt. 2021 | 1    | ITA Triathlon National Championships      | Lignano Sabbiadoro | 01:41:22 |                                                                                    |
| 31. Juli 2021 | 8    | Olympische Sommerspiele 2020 Mixed Relay  | Tokio              | 01:26:23 | gemischte Staffel                                                                  |
| 27. Juli 2021 | 37   | Olympische Sommerspiele 2020 Elite        | Tokio              | 01:49:14 | Einzelwertung                                                                      |
| 7. Okt. 2017  | 3    | ITA Triathlon National Championships      | Lerici             |          | hinter Alessandro Fabian                                                           |
| 6. Mai 2017   | 2    | Kalterer See Triathlon                    | Kalterer See       |          | hinter Andrea Secchiero                                                            |

| Datum/Jahr    | Rang | Wettbewerb                                 | Austragungsort | Zeit | Bemerkung |
| ------------- | ---- | ------------------------------------------ | -------------- | ---- | --------- |
| 24. März 2024 | 2    | ITA Sprint Duathlon National Championships | Imola          |      |           |

| Datum/Jahr    | Rang | Wettbewerb          | Austragungsort | Zeit     | Bemerkung    |
| ------------- | ---- | ------------------- | -------------- | -------- | ------------ |
| 26. Jan. 2025 |      | Marrakesch-Marathon | Marrakesch     | 01:07:43 | Halbmarathon |

(DNF – Did Not Finish)